# خلبان (فیلم ۲۰۲۴)
خلبان (انگلیسی: Pilot؛ کره‌ای: 파일럿) فیلم کمدی محصول سال ۲۰۲۴ کره جنوبی به کارگردانی کیم هان گیول و با بازی جو جونگ سوک، لی جو میونگ، هان سون هوا و شین سونگ هو است. این فیلم در ۳۱ ژوئیه ۲۰۲۴ منتشر شد. خلبان یک بازسازی از فیلم سوئدی اتاقک خلبان (۲۰۱۲) است.